# Trattato di Björkö
Con trattato di Björkö si intende l'accordo del 1905 con il quale Guglielmo II di Germania e Nicola II di Russia avrebbero voluto concludere un'alleanza difensiva tra Russia e Germania.

## Storia
Tale trattato venne firmato il 24 luglio 1905 nell'isola di Björkö, nel golfo di Finlandia: l'imperatore Guglielmo II, all'insaputa del suo cancelliere Bernhard von Bülow, riuscì a strappare allo zar Nicola II la firma per un'alleanza difensiva tra le due potenze contro qualsiasi attacco da parte di altre nazioni europee. Il trattato, da mantenersi segreto, era composto di quattro articoli: 

## Testo
«Le Loro Maestà Imperiali, l'imperatore di tutte le Russie da una parte, e l'Imperatore della Germania dall'altra, allo scopo di assicurare la pace in Europa, hanno stipulato fra loro un accordo nei punti che seguono del suddetto trattato per un'alleanza difensiva:
- Art. I. Se uno stato europeo attacca uno dei due imperi, la parte alleata s'impegna ad aiutare l'altra parte contraente con tutte le sue forze militari e navali
- Art. II. Le parti contraenti s'impegnano a non concludere una pace separata con il nemico
- Art. III. Il presente trattato diventerà efficace dal momento della conclusione della pace fra Russia e Giappone e potrà essere denunciato con un preavviso notificato un anno prima
- Art. IV. Quando il trattato sarà divenuto efficace, la Russia intraprenderà I passi necessari per informarne la Francia e proporle di aderirvi come alleato»

Il trattato venne controfirmato dal diplomatico russo, conte Aleksandr Konstantinovič Benckendorff, e dal Ministro della Marina russa Aleksey Birilyov.

## Conseguenze
Lamsdorf, ministro degli esteri russo, temendo che l'impegno potesse essere fatale all'alleanza franco-russa, economicamente fondamentale per il regime zarista, costrinse lo zar Nicola II ad imporre all'imperatore tedesco un articolo, che prevedeva la non applicazione dell'alleanza in caso di guerra franco-tedesca. Ciò svuotò di contenuto il trattato e, anche per analoghe perplessità tedesche, lo fece decadere.
Esso venne pubblicato sulle Izvestia il 29 dicembre 1917 e due giorni dopo comparve sul giornale parigino Paris Excelsior.